# Benoît Trémoulinas
Benoit Tremoulinas, fr. Benoît Trémoulinas (ur. 28 grudnia 1985 w Bordeaux) – francuski piłkarz pochodzenia malgalskiego, który występował na pozycji obrońcy. W latach 2012-2015 reprezentant Francji. Wychowanek Girondins Bordeaux.

## Kariera klubowa
W latach 2005–2013 grał we francuskim klubie Girondins Bordeaux, zadebiutował dopiero 15 sierpnia 2007 w meczu przegranym z Le Mans FC 1:2. Tremoulinas rozegrał wtedy całe spotkanie. 12 lipca 2013 podpisał 4-letni kontrakt z ukraińskim Dynamem Kijów. 30 stycznia 2014 został wypożyczony do AS Saint-Étienne.
24 sierpnia 2014 przeszedł do Sevilla FC.
| Sezon   | Klub               | Kraj      | Rozgrywki        | Mecze | Bramki | Rozgrywki Europy                    | Mecze | Bramki |
| ------- | ------------------ | --------- | ---------------- | ----- | ------ | ----------------------------------- | ----- | ------ |
| 2007/08 | Girondins Bordeaux | Francja   | Ligue 1          | 9     | 0      | Puchar UEFA                         | 7     | 1      |
| 2008/09 | Girondins Bordeaux | Francja   | Ligue 1          | 26    | 0      | Liga Mistrzów UEFA                  | 1     | 0      |
| 2009/10 | Girondins Bordeaux | Francja   | Ligue 1          | 35    | 2      | Liga Mistrzów UEFA                  | 9     | 0      |
| 2010/11 | Girondins Bordeaux | Francja   | Ligue 1          | 31    | 0      | -                                   | -     | -      |
| 2011/12 | Girondins Bordeaux | Francja   | Ligue 1          | 36    | 2      | -                                   | -     | -      |
| 2012/13 | Girondins Bordeaux | Francja   | Ligue 1          | 28    | 1      | Liga Europy UEFA                    | 11    | 0      |
| 2013/14 | Dynamo Kijów       | Ukraina   | Premier-liha     | 7     | 0      | Liga Europy UEFA                    | 6     | 0      |
| 2013/14 | AS Saint-Étienne   | Francja   | Ligue 1          | 12    | 0      | -                                   | -     | -      |
| 2014/15 | Dynamo Kijów       | Ukraina   | Premier-liha     | 3     | 0      | Liga Europy UEFA                    | 0     | 0      |
| 2014/15 | Sevilla FC         | Hiszpania | Primera División | 20    | 0      | Liga Europy UEFA                    | 10    | 0      |
| 2015/16 | Sevilla FC         | Hiszpania | Primera División | 24    | 0      | Liga Mistrzów UEFA Liga Europy UEFA | 8 4   | 1 0    |

Stan na: 4 września 2016

## Sukcesy
Ligue 1
- Mistrzostwo (1): (2008/2009)
- Wicemistrzostwo (2): (2005/2006, 2007/2008)

 Puchar Francji
- Zwycięzca (1): (2012/2013)

 Superpuchar Francji
- Zwycięzca (2): (2008/2009, 2009/2010)

Puchar Ligi
- Zwycięzca (1): (2008/2009)
- Wicemistrzostwo (1): (2009/2010)

Superpuchar
- Wicemistrzostwo (1): (2014/2015)

Copa del Rey
- Wicemistrzostwo (1): (2015/2016)

Superpuchar
- Wicemistrzostwo (1): (2016/2017)

Liga Europy UEFA
- Zwycięzca (2): (2014/2015, 2015/2016)

Superpuchar Europy UEFA
- Wicemistrzostwa (2): (2015/2016, 2016/2017)

## Reprezentacja
| Reprezentacja | Rok  | Mecze | Bramki |
| ------------- | ---- | ----- | ------ |
| Francja       | 2012 | 1     | 0      |
| Francja       | 2013 | 1     | 0      |
| Francja       | 2015 | 3     | 0      |

(stan na dzień 15 kwietnia 2017)